# 37 mm armata czołgowa Vickers-Terni
37mm Vickers-Terni L/40 – włoska armata czołgowa kalibru 37 mm używana w okresie II wojny światowej, zaprojektowana w zakładach Vickersa i produkowana w fabrykach Terni stanowiła główne uzbrojenie między innymi czołgu M11/39.  Długość lufy wynosiła 40 kalibrów (L/40).
Pociski przeciwpancerne ważyły 0,68 kg i miały prędkość wylotową ok. 640 m/s.  Maksymalna przebijalność pancerza z odległości 100 metrów wynosiła około 47 mm (jednolita płyta pancerna nachylona pod kątem 30°).